# 브라니슬라우 타라슈케비치
브라니슬라우 아다마비치 타라슈케비치(벨라루스어: Бранісла́ў Ада́мавіч Тарашке́віч, 러시아어: Бронисла́в Ада́мович Тарашке́вич 브로니슬라프 아다모비치 타라시케비치[*], 폴란드어: Bronisław Taraszkiewicz 브로니스와프 타라슈키에비치[*], 1892년 1월 20일 ~ 1938년 11월 29일)는 벨라루스의 언어학자, 번역가, 정치인이다.